# Heliopepla ducalis
Heliopepla ducalis är en fjärilsart som beskrevs av William Schaus 1893. Heliopepla ducalis ingår i släktet Heliopepla och familjen nattflyn. Inga underarter finns listade i Catalogue of Life.